# 성비 원씨
성비 원씨(誠妃 元氏, ? ~ 1450년 1월 21일(음력 1449년 12월 29일))는 조선 태조의 후궁이다.

## 생애

### 가계와 후궁 책봉
본관은 원주이다. 판중추원사 희정공 원상과 부인 손씨의 딸이며, 지돈녕부사 원창명의 누나이다. 신덕왕후가 사망하자 1398년(태조 7년) 음력 2월 25일 태조의 후궁으로 정식 간택되어 입궁하였다. 사망하는 1449년까지 장장 51년 동안 태조의 후궁으로서 제위를 유지한 것으로 미루어 보면 10살때 간택된 상황을 기준으로 잡아도 최소 60살 이상 장수했을 것으로 여겨진다.
처음에는 별다른 봉작 없이 빈(嬪)으로만 불린 듯 하며, 1406년(태종 6년) 음력 5월 2일에야 정경궁주와 함께 정식으로 봉작되어 성비(誠妃)가 되었다. 또 이때 원상은 공조참의에 임명되었다. 한편 원씨가 비로 책봉되자 태조가 매우 기뻐했다고 전해진다. 그리고 이 해 음력 6월 12일 정식으로 책봉례를 거행하였다.

### 지위 문제
태종은 비에 책봉된 원씨를 류정현 등의 의견에 따라 계모로 인정하여 적모의 예우를 올렸으며, 태조 사망 후에도 물건을 진상하는 등 그 예를 극진히 하였다. 또 원씨도 각종 국가 행사에 참석하였다.
그러나 태조는 생전에 원씨를 계실이라고 일컫지 않았다. 또 원씨는 남장을 하고 태조를 보필한 적이 있는데 이는 대개 첩이 한다는 점, 원씨가 비에 책봉된 것은 그저 고려의 풍습을 따른 것으로 간주되어, 1449년(세종 31년) 음력 12월 29일 그녀가 사망하자 이를 후궁의 상사로 보고 대군의 예에 맞추어 장례를 치렀다. 태조와의 사이에서 자녀는 없었다.

### 묘소
현재 그녀의 묘소는 서울특별시 도봉구 방학동의 임영대군파 오산군 묘역 내에 있다. 그녀의 묘소가 오산군 묘역에 자리잡게 된 것은, 후사가 없던 까닭에 오산군이 그녀의 제사를 담당했기 때문이다. 묘표에는 "성빈원주원씨지묘(誠嬪原州元氏之墓)"라고 쓰여있으며, 단분단독장의 형태로 여러 석물을 갖추고 있다.
한편 성비의 묘는 도봉구에서 지정한 "도봉역사문화길"의 코스 중 일부로 지정되어 있다.

## 가족 관계
- 조부 : 원송수(元松壽, 1324~1366)
  - 아버지 : 원상(元庠, 생몰년 미상)
  - 어머니 : 손씨(孫氏, ?~1414[8])
    - 남동생 : 원창명(元昌命, )

  - 시아버지 : 추존 환조(桓祖, 1315~1361)
  - 시어머니 : 추존 의혜왕후(懿惠王后, ?~?)
    - 남편 : 제1대 태조(太祖, 1335~1408)